# Bernal-gömb

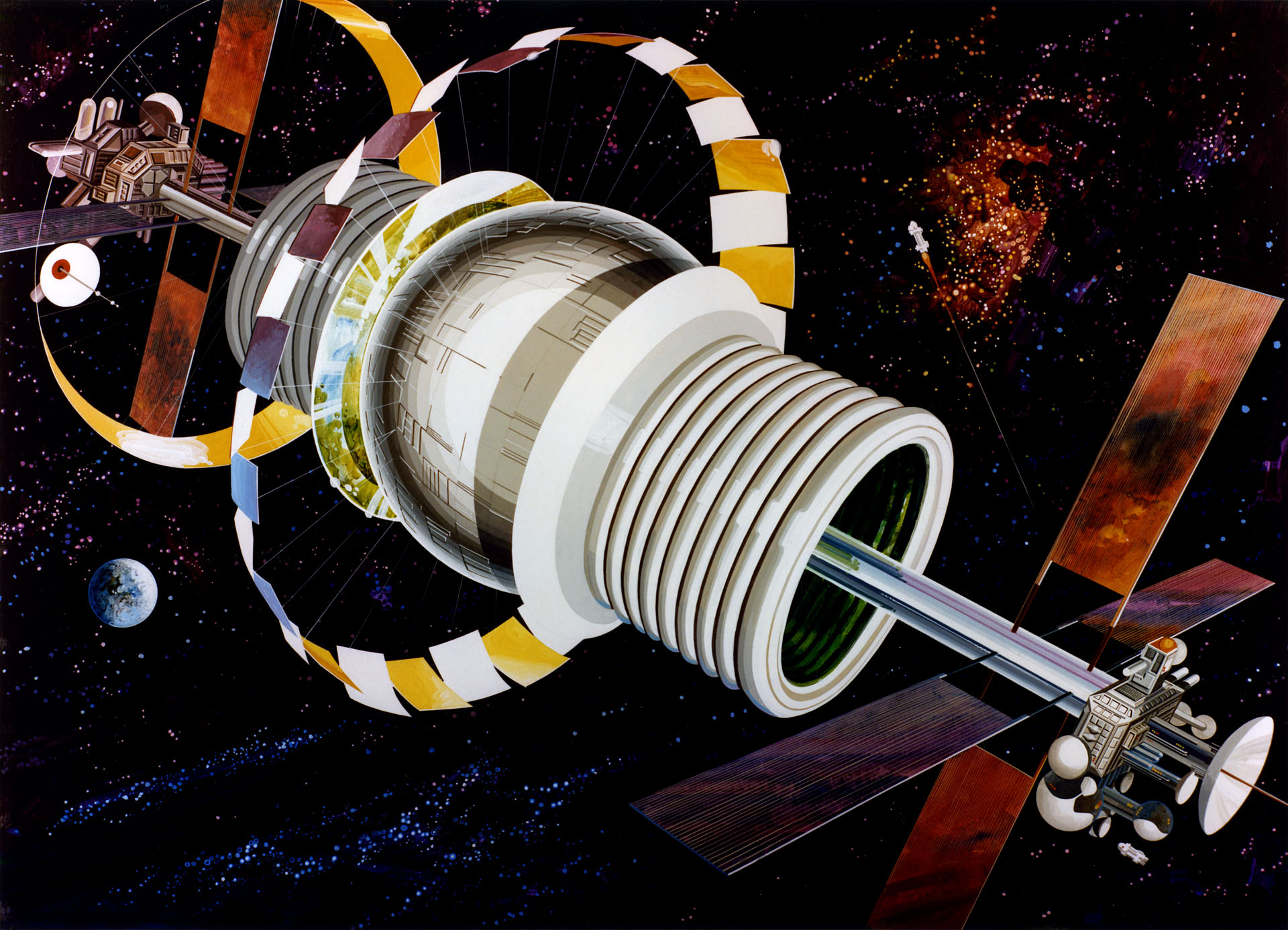
Egy Bernal-gömb kívülről

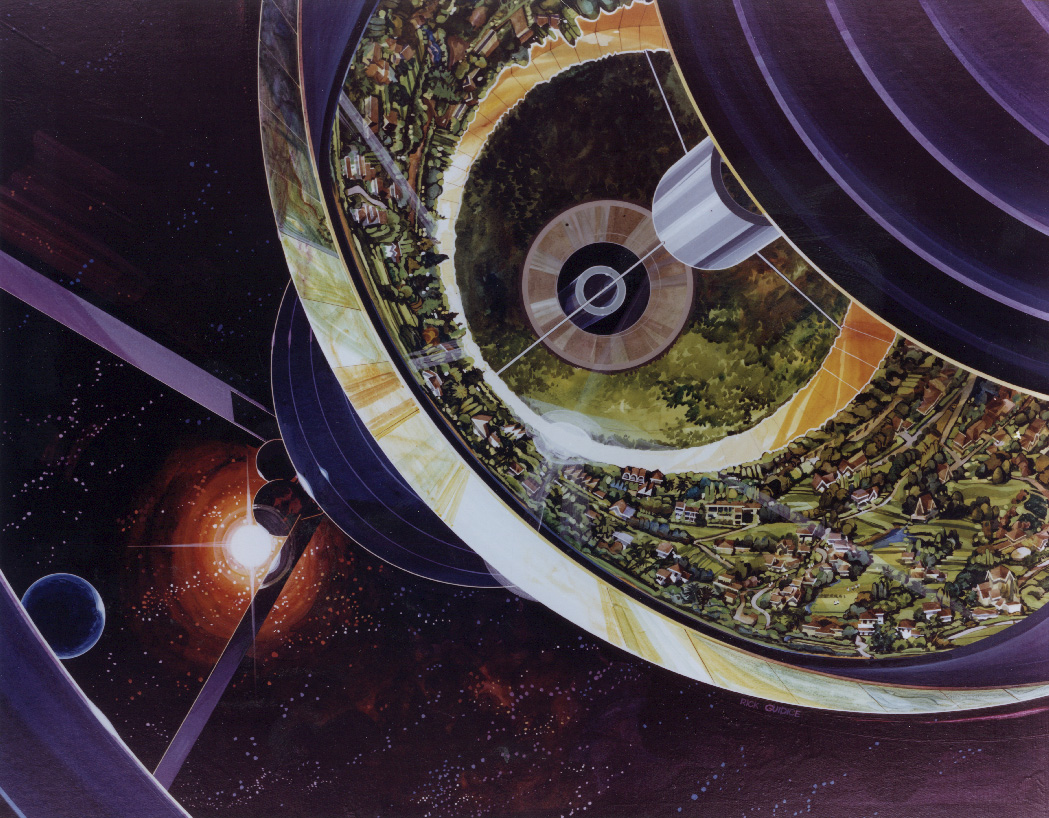
A gömb belseje az egyik „napfénytetőn” keresztül

A Bernal-gömb egy egyelőre még csak papíron létező űrbéli élőhely. Nevét megalkotójáról, Dr. John Desmond Bernalról kapta, aki 1929-ben vetette fel a gömb ötletét.
Dr. Bernal eredeti elképzelése egy 16 km átmérőjű, üreges, levegővel töltött gömbhéj, ami az űrben 20-30 000 embernek adna otthont.
1975-ös kezdettel vezényelt le a Stanford Egyetem egy olyan programot (Summer Study), amelynek keretében leendő űrbéli kolóniák különböző tervezeteit vizsgálták meg. Ekkor vetette fel Dr. Gerard Kitchen O'Neill a Bernal-gömb egy módosított változatának ötletét, amely mindössze 500 méteres átmérőjű lenne és percenként 1,9 fordulatot tenne meg, amivel a gömb egyenlítőjénél szimulálni tudná a földi gravitációt. Így egy hosszú völgyet lehetne kialakítani a gömb egyenlítője mentén, ami a gömb pólusai közelében elhelyezett hatalmas ablakokon, külső tükrök útján kapna természetes napfényt. Azért esett a választás éppen a gömb formára, mert ez tudja a leghatékonyabban megőrizni a légnyomást és mert egyben ez nyújtja a leghatékonyabb sugárzásvédelmet is a tömege arányában.
A Bernal-gömb változatát „Island One” névre keresztelték, és 10 000 főre tervezték. Összehasonlításként: az Island Two nevezetű Stanford-tórusz 140 000, az Island Three (egy O'Neill-henger) pedig több millió főnyi lakosnak lenne képes otthont adni.